# Ez egy tiszta jó könyv
Ez egy tiszta jó könyv egy Friderikusz Sándor által írt könyv. Az első kiadás 1988-ban látott napvilágot. A könyv csak üres (de számozott!) lapokat tartalmaz. A „mű” a magyar társadalom boldogságának a hiányát hangsúlyozta, az üres oldalak a lelkek ürességét, az érzelmi sivárságot szimbolizálták.

## A könyv
A 216 oldalas könyvet Friderikusz Sándor „készítette”. A mű nagy sikert aratott: több mint 210000 példányban kelt el. Friderikusznak nem ez az egyetlen üres könyve: 2011-ben dobták piacra Az én családom – Összegyűjtött emlékeket.
A könyv utószavát Esterházy Péter írta, lektori jelentésekhez hasonló formátumban, helyenként az iróniától sem mentesen.